# Anselme d'Ysalguier
Anselme d’Ysalguier, ou Anselme Isalguier (né avant 1380 à Toulouse, mort après 1420 environ) est un chevalier et aventurier français qui aurait voyagé en Afrique occidentale, mais dont l'existence même est controversée.

## Biographie
Selon la Chronique de Toulouse, rédigée par Pierre Bardin (1590-1635), le chevalier Anselm – ou Anselme – d'Ysalguier serait parvenu en 1402 par un itinéraire non précisé à travers le Sahara jusqu'à un grand fleuve – probablement le Niger – et aurait vécu huit ans à la cour de « Gago » (vraisemblablement Gao, la capitale de l'Empire songhaï, aujourd'hui au Mali). Il y aurait épousé une princesse noire et serait retourné à Toulouse avec elle et un groupe d'Africains. Si cette information était avérée, il s'agirait alors du premier voyage connu d'un Européen en Afrique de l'Ouest.
On ne sait rien de la vie d'Anselme d'Ysalguier après son retour. Il aurait rédigé un compte-rendu détaillé de son voyage en Afrique et de son séjour sur place, ainsi qu'un dictionnaire de la « langue africaine », c'est-à-dire le songhaï. Toutefois, les documents que l'historien local Guillaume Lafaille aurait utilisés pour ses Annales de la ville de Toulouse (1687) ont disparu sans laisser de trace. Après la mort d'Anselme dans les années 1420, sa veuve se retira dans un cloître, tandis que ses enfants se mariaient au sein de grandes familles nobles gasconnes. Son petit-fils Eustache de Faudoas aurait été surnommé « Le Morou » (« le Maure »). Toutefois dans les arbres généalogiques des familles concernées, les enfants d'Ysalguier – pour autant que les noms apparaissent – ne peuvent être rattachés de façon certaine à Anselme d'Ysalguier.

## Histoire ou légende?
Mises à part les quelques informations qui nous sont parvenues par les chroniques de Pierre Bardin et de Guillaume Lafaille, on ne dispose d'aucun document concernant le voyage d'Anselme d'Ysalguier. Son existence même n'est pas prouvée historiquement, bien que la famille d'Ysalguier ait joué un rôle significatif en Gascogne et Languedoc, et que son histoire et son arbre généalogique aient été parfaitement étudiés. Après la découverte fortuite du récit du voyage en Afrique par l'historien de la marine Charles de la Roncière, en 1924, on a longtemps considéré, que les informations de Bardin et de Lafaille étaient fiables. Le fait qu'Anselme ait quitté sa patrie en 1402, juste au moment où une série de chevaliers gascons s'étaient joints à l'aventurier Jean de Béthencourt (1362-1425), parti à la conquête des îles Canaries, attire l'attention. Charles de la Roncière a cherché à le faire paraître vraisemblable et a échafaudé sans sources le scénario suivant : le chevalier se serait trouvé parmi les conquérants, et aurait été jeté par un naufrage sur la côte de Mauritanie, où il aurait été fait prisonnier. En tant qu'esclave des Maures, il serait parvenu jusqu'au Niger et aurait été vendu comme curiosité à la cour songhaï. Selon une autre hypothèse, il aurait d'abord effectué un pèlerinage à Jérusalem, et aurait ensuite atteint l'Empire songhaï via l'Égypte et la Nubie, mais on ne dispose d'aucun indice à l'appui de cette théorie.
Depuis longtemps, les historiens rejettent ce récit au motif que les deux chroniques contiennent en grande partie du matériau imaginaire, et considèrent Anselme d'Ysalguier comme un personnage fictif. L'œuvre de Bardin ne nous est de toute façon pas parvenue dans sa version originale, mais par des copies établies au XVIIe siècle, ce qui éveille le soupçon qu'à cette époque, où s'éveillait le conflit colonial entre la France et l'Angleterre, on cherchait à justifier par l'histoire les droits de la France en Afrique. On peut penser que l'histoire d'Anselme d'Ysalguier a été exhumée, ou même inventée (en même temps que d'autres écrits de même nature relevant de la « tradition ») au XVIIe siècle), dans le but de souligner l'importance de la Gascogne pour le développement de la monarchie française au paroxysme de la guerre de Cent Ans : face aux efforts de l'état absolutiste pour rogner radicalement les privilèges des anciennes provinces, les juristes et les historiens locaux des régions concernées ont cherché à justifier leurs revendications à partir du passé, ne reculant pas le cas échéant devant la falsification de documents ou la présentation de thèses biaisées.
Le fait que le récit, d'emblée très douteux, ait été pris au sérieux par les historiographes au début du XXe siècle, est fondé notamment sur le fait que les historiens coloniaux comme La Roncière voyaient la nécessité de justifier l'empire colonial d'Afrique-Occidentale à partir du passé, en quelque sorte comme un legs des quelques Français qui avaient les premiers pénétré jusqu'au Niger, et obtenu par là un droit moral sur cette partie de l'Afrique. Tandis que les historiens mettent généralement en doute ou même nient l'existence du chevalier d'Ysalguier, il est présenté dans des ouvrages de vulgarisation comme une figure réelle de l'histoire africaine.
Les sources africaines ne disent rien non plus à propos de la présence d'un Blanc à la cour de l'empire songhaï, bien que les chroniques de Tombouctou soient très détaillées pour cette époque et transmettent même des événements insignifiants. Un détail paraît étonnant : la princesse que d'Ysalguier aurait ramenée à Toulouse, portait un nom attesté à de nombreuses reprises sous des formes voisines dans la dynastie songhaï qui résidait à Gao autour de 1400, puis dans celle des Askia qui la remplaça. Ce détail isolé et peut-être fortuit ne suffit en tout cas pas à démontrer l'existence du chevalier d'Ysalguier.
On rapporte aussi qu'à la suite d'Ysalguier, un eunuque et maître-guérisseur africain du nom d'Aben Ali se serait installé à Toulouse, au grand dam des médecins chrétiens locaux. Il aurait été le seul à obtenir en mars 1420 la guérison du futur roi Charles VII (1403-1461), tombé gravement malade à Toulouse. Par la suite, il serait mort empoisonné par ses confrères jaloux. Si l'existence de ce guérisseur n'a pu non plus être prouvée, la maladie du successeur du trône semble quant à elle un fait établi.

## Romans
L'historien guinéen Ibrahima Baba Kaké a publié en 1975 dans le cadre de la série Grandes Figures africaines, destinée aux écoliers africains, un roman de 95 pages sur la supposée épouse Salou Casais, qui constitue toutefois largement une œuvre de fiction :
- Ibrahima Baba Kaké, Salou Casais. Une idylle franco-songhay au XVe siècle. Paris - Dakar - Abidjan 1975  (ISBN 2-85-809-007-6)

Un roman d'aventures récent est basé sur l'histoire d'Anselme d'Ysalguier. L'auteur y évoque le début du XVe siècle de manière fantaisiste, plus conforme aux clichés européens traditionnels qu'aux modes de vie et de pensée de l'époque :
- Philippe Frey, Le Chevalier songhaï. Paris 2000  (ISBN 2221089839)

## Sources
- (de) Cet article est partiellement ou en totalité issu de l’article de Wikipédia en allemand intitulé « Anselm d'Ysalguier » (voir la liste des auteurs).